# Normanville (Sekwana Nadmorska)
Normanville – miejscowość i gmina we Francji, w regionie Normandia, w departamencie Sekwana Nadmorska.
Według danych na rok 1990 gminę zamieszkiwało 530 osób, a gęstość zaludnienia wynosiła 57 osób/km² (wśród 1421 gmin Górnej Normandii Normanville plasuje się na 433. miejscu pod względem liczby ludności, natomiast pod względem powierzchni na miejscu 389.).